# Augusto Pestana (Rio Grande do Sul)
Augusto Pestana is een gemeente in de Braziliaanse deelstaat Rio Grande do Sul. De gemeente telt 7.361 inwoners (schatting 2009).
De stad is vernoemd naar Augusto Pestana, een Braziliaanse politicus en ingenieur.

## Aangrenzende gemeenten
De gemeente grenst aan Boa Vista do Cadeado, Coronel Barros, Eugênio de Castro, Ijuí en Jóia.

## Galerij

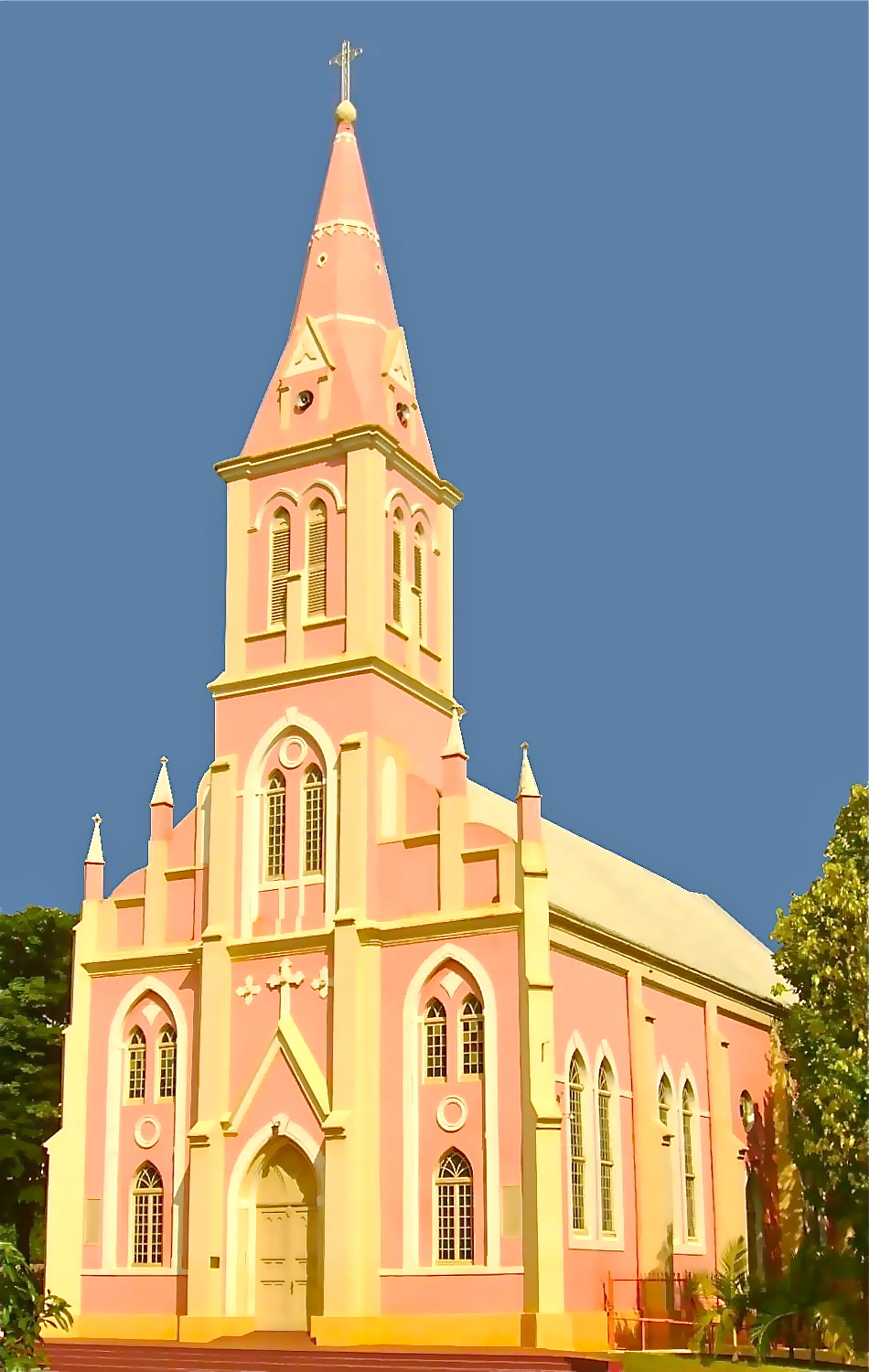
Katholieke kerk São José in Augusto Pestana
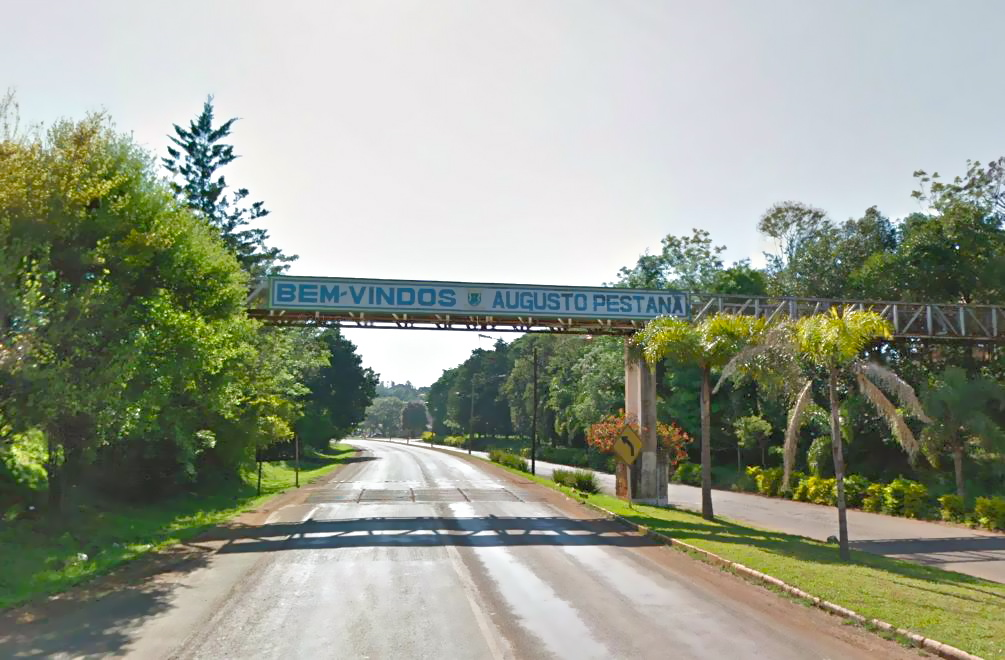
Voetgangersbrug
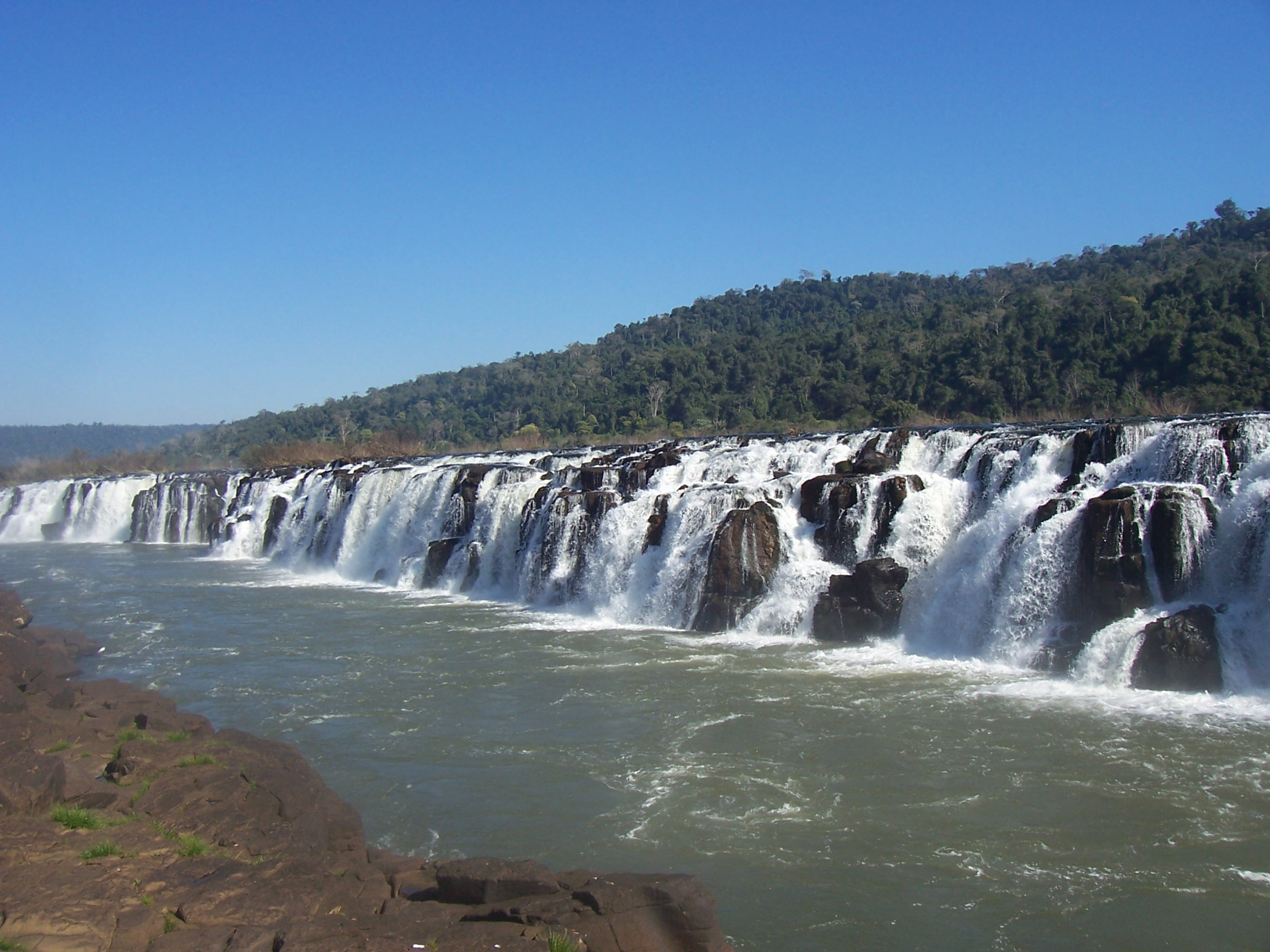
Natuurschoon in de gemeente Augusto Pestana